# Regent's University
Regent's University London är en privatägd högskola i London i Storbritannien,  vilken grundades 1984 och fick högskolestatus 2012. Det är ett av Storbritanniens fem privata högskolor, och en av två icke-vinstdrivande privata högskolor. Regent's University London har sitt campus i Regent's Park. 
År 1984 övertogs hyreskontraktet för fastigheten South Villa i Regent's Park av den Illinois-basede högskolan Rockford College för att bli campus för det nybildade Regent's College, vilket var inriktat på kurser för utlandsstuderande amerikanska studenter. Regent College övertog året därpå det campus som Bedford College vid University of London hade disponerat sedan 1908 i Regent´s Park. European Business School London flyttade in 1987.

## Inriktningar
Regent's University London har sju inriktningar
- European Business School London
- Regent's American College London
- Regent's Business School London
- Regent's Institute of Languages & Culture
- Regent's School of Psychotherapy & Psychology
- Regent's School of Drama, Film & Media
- Regent's School of Fashion & Design

## Elever vid Regent´s University London i urval
- Karl-Johan Persson, verkställande direktör för Hennes&Mauritz
- Marta Ortega, arvtagerska till Inditex
- Vanisha Mittal, arvtagerska till Mittel-koncernen